# Fontaines (Zwitserland)
Fontaines is een plaats en voormalige gemeente in het Zwitserse kanton Neuchâtel. In 2013 is de gemeente gefuseerd naar de nieuwe gemeente Val-de-Ruz.
Fontaines telt 1009 inwoners.